# Liste des édifices labellisés « Architecture contemporaine remarquable » du Loiret
Cet article recense les édifices labellisés « Architecture contemporaine remarquable » du Loiret, en France.
Le label « Architecture contemporaine remarquable » remplace depuis 2016 l'ancien label « Patrimoine du XXe siècle ». Il ne prend en compte que des édifices de moins de 100 ans à la date de labellisation, et qui ne sont pas protégés comme monuments historiques.
Au début 2024, le Loiret compte 35 édifices ainsi labellisés.

## Liste
| Monument                                                                                          | Commune                               | Adresse | Coordonnées                      | Notice     | Date | Illustration                                                                                     |
| ------------------------------------------------------------------------------------------------- | ------------------------------------- | --- | -------------------------------- | ---------- | ---- | ------------------------------------------------------------------------------------------------ |
| Maison                                                                                            | Amilly                                | Maltaverne 654 rue de la Marmeterie | 48° 00′ 05″ nord, 2° 47′ 42″ est | ACR0000386 | 2019 | Image manquante Téléverser                                                                       |
| Bâtiment administratif (ancien site Hitachi)                                                      | Ardon Saint-Cyr-en-Val                | ZAC de Limère | 47° 49′ 01″ nord, 1° 55′ 11″ est | ACR0000387 | 2019 | Image manquante Téléverser                                                                       |
| Voie d'aérotrain (vestiges)                                                                       | Artenay Cercottes Chevilly Ruan Saran | | 48° 01′ 48″ nord, 1° 53′ 03″ est | ACR0000417 | 2015 | Voie d'aérotrain(vestiges)                                                                       |
| Pont suspendu sur la Loire                                                                        | Bonny-sur-Loire Beaulieu-sur-Loire    | | 47° 33′ 03″ nord, 2° 50′ 07″ est | ACR0000388 | 2016 | Pont suspendu sur la Loire                                                                       |
| Église Sainte-Thérèse-de-l'Enfant-Jésus de Vésines                                                | Châlette-sur-Loing                    | Quartier de Vésines Rue de l'Abbé-Edmond-Chambelland | 48° 01′ 02″ nord, 2° 42′ 50″ est | ACR0000389 | 2016 | Église Sainte-Thérèse-de-l'Enfant-Jésus de Vésines                                               |
| Pont suspendu sur la Loire                                                                        | Châteauneuf-sur-Loire                 | | 47° 51′ 31″ nord, 2° 13′ 24″ est | ACR0000390 | 2016 | Pont suspendu sur la Loire                                                                       |
| Pont suspendu sur la Loire                                                                        | Châtillon-sur-Loire                   | | 47° 35′ 52″ nord, 2° 45′ 39″ est | ACR0001477 | 2016 | Pont suspendu sur la Loire                                                                       |
| Ensemble de logements CILOF                                                                       | Fleury-les-Aubrais                    | 1-15 rue Marx-Dormoy 2-12 rue du Capitaine-Lucciani 1-5 et 2-10 rue de l'Adjudant-chef-Gautier 1-11 rue du Sous-lieutenant-Balloco 2-14 rue Georges-Popot                                           | 47° 55′ 33″ nord, 1° 55′ 03″ est | ACR0000391 | 2019 | Image manquante Téléverser                                                                       |
| Îlots de la Reconstruction                                                                        | Gien                                  | | 47° 41′ 03″ nord, 2° 37′ 48″ est | ACR0000392 | 2016 | Îlots de la Reconstruction                                                                       |
| Villa Blanc                                                                                       | Lombreuil                             | | 47° 56′ 37″ nord, 2° 37′ 52″ est | ACR0000393 | 2016 | Image manquante Téléverser                                                                       |
| Pont suspendu sur la Loire                                                                        | Meung-sur-Loire                       | | 47° 49′ 22″ nord, 1° 42′ 07″ est | ACR0001478 | 2016 | Pont suspendu sur la Loire                                                                       |
| Église Notre-Dame-des-Cités                                                                       | Montargis                             | Rue Guy-Marie Riobé Rue Ulysse-Trélat | 47° 59′ 59″ nord, 2° 43′ 18″ est | ACR0000394 | 2019 | Image manquante Téléverser                                                                       |
| Résidence de la Sirène                                                                            | Montargis                             | Rue de la Sirène | 48° 00′ 05″ nord, 2° 43′ 38″ est | ACR0000395 | 2019 | Image manquante Téléverser                                                                       |
| Temple protestant – Centre cultuel Renée-de-France                                                | Montargis                             | 7 villa Belle-Vue | 48° 00′ 02″ nord, 2° 43′ 37″ est | ACR0000396 | 2016 | Image manquante Téléverser                                                                       |
| Bâtiment de la Lyonnaise des eaux (ancien réservoir d'eau)                                        | Orléans                               | 26 rue Chaude-Tuile | 47° 54′ 54″ nord, 1° 54′ 50″ est | ACR0000411 | 2015 | Image manquante Téléverser                                                                       |
| Château d'eau de la Source                                                                        | Orléans                               | 4 avenue Denis-Diderot | 47° 50′ 05″ nord, 1° 56′ 19″ est | ACR0000416 | 2019 | Château d'eau de la Source                                                                       |
| Cité Masse                                                                                        | Orléans                               | Cité Masse | 47° 55′ 38″ nord, 1° 53′ 43″ est | ACR0000397 | 2019 | Image manquante Téléverser                                                                       |
| Direction régionale de l'économie, de l'emploi, du travail et des solidarités                     | Orléans                               | 12 place de l'Étape 7 rue Théophile-Chollet 2 rue de la Bretonnerie | 47° 54′ 14″ nord, 1° 54′ 30″ est | ACR0000398 | 2019 | Image manquante Téléverser                                                                       |
| Église des Peuples-du-Monde (paroisse Saint-Jean-Bosco)                                           | Orléans                               | Quartier de l'Argonne 140 rue de l'Argonne | 47° 54′ 51″ nord, 1° 55′ 56″ est | ACR0000399 | 2016 | Image manquante Téléverser                                                                       |
| Église Sainte-Jeanne-d'Arc                                                                        | Orléans                               | 1 rue Verte | 47° 54′ 51″ nord, 1° 54′ 31″ est | ACR0000400 | 2019 | Image manquante Téléverser                                                                       |
| Ensemble de logements Maisons et Jardins                                                          | Orléans                               | Rue de la Bécasse | 47° 49′ 49″ nord, 1° 55′ 45″ est | ACR0000413 | 2019 | Image manquante Téléverser                                                                       |
| Ensemble Extension de l'hôtel de ville, hôtel de région, musée des Beaux-Arts, place Sainte-Croix | Orléans                               | Place Sainte-Croix 1 rue Fernand-Rabier 2 rue de l'Étape | 47° 54′ 06″ nord, 1° 54′ 32″ est | ACR0000401 | 2019 | EnsembleExtension de l'hôtel de ville, hôtel de région, musée des Beaux-Arts, place Sainte-Croix |
| Établissement des services informatiques des impôts (ancien centre mécanographique régional)      | Orléans                               | 6 avenue de Concyr | 47° 49′ 44″ nord, 1° 56′ 07″ est | ACR0000415 | 2019 | Image manquante Téléverser                                                                       |
| FRAC du Centre-Val de Loire                                                                       | Orléans                               | 88 rue du Colombier Boulevard Rocheplatte | 47° 54′ 16″ nord, 1° 53′ 48″ est | ACR0000409 | 2019 | Image manquante Téléverser                                                                       |
| Îlots expérimentaux de la Reconstruction (1 à 5)                                                  | Orléans                               | | 47° 54′ 15″ nord, 1° 54′ 07″ est | ACR0000412 | 2014 | Îlots expérimentaux de la Reconstruction (1 à 5)                                                 |
| Laboratoires Sandoz                                                                               | Orléans                               | Avenue du Champ-de-mars | 47° 53′ 38″ nord, 1° 53′ 42″ est | ACR0000403 | 2015 | Image manquante Téléverser                                                                       |
| Lotissement des Champs-Élysées                                                                    | Orléans                               | 2 à 23 rue Théophile-Chollet 6 à 25 rue Fernand-Rabier 2 à 19 rue d'Alsace-Lorraine Place Halmagrand 1 à 13 rue Émile-Davoust 4, 6, 8, 10 et 12 rue Paul-Fourché 1, 7 et 9 rue Saint-Martin-du-Mail | 47° 54′ 15″ nord, 1° 54′ 34″ est | ACR0000410 | 2015 | Image manquante Téléverser                                                                       |
| Médiathèque                                                                                       | Orléans                               | 1 place Gambetta | 47° 54′ 27″ nord, 1° 54′ 02″ est | ACR0000407 | 2019 | Médiathèque                                                                                      |
| Pont de l'Europe                                                                                  | Orléans                               | Pont de l'Europe | 47° 53′ 45″ nord, 1° 52′ 35″ est | ACR0000408 | 2019 | Pont de l'Europe                                                                                 |
| Tour Gambetta                                                                                     | Orléans                               | 3 place Gambetta 1 rue du Faubourg-Bannier 2 rue des Murlins | 47° 54′ 28″ nord, 1° 54′ 03″ est | ACR0000402 | 2019 | Image manquante Téléverser                                                                       |
| Centre administratif Malakoff-Médéric                                                             | Saint-Jean-de-Braye                   | 78 avenue Charles-Péguy | 47° 54′ 19″ nord, 1° 56′ 55″ est | ACR0000420 | 2019 | Image manquante Téléverser                                                                       |
| Résidence Les Châtaigniers (ancienne cité américaine)                                             | Saint-Jean-de-Braye                   | Clos des Châtaigniers | 47° 54′ 18″ nord, 1° 57′ 38″ est | ACR0000418 | 2016 | Image manquante Téléverser                                                                       |
| Résidence Mondésir                                                                                | Saint-Jean-de-Braye                   | 70bis-92 avenue Joseph-Soulas Place Longue 1-23 rue de la Braye 59 rue Jeanne d'Arc | 47° 54′ 26″ nord, 1° 58′ 04″ est | ACR0000421 | 2019 | Image manquante Téléverser                                                                       |
| Siège de la caisse régionale de Crédit agricole mutuel du Loiret                                  | Saint-Jean-de-Braye                   | 26 rue de la Godde | 47° 55′ 09″ nord, 1° 58′ 47″ est | ACR0000419 | 2016 | Image manquante Téléverser                                                                       |
| Îlots de la Reconstruction                                                                        | Sully-sur-Loire                       | | 47° 45′ 54″ nord, 2° 22′ 30″ est | ACR0000422 | 2019 | Image manquante Téléverser                                                                       |